# Karl Lorenz (Maler)

Karl Lorenz 1914

Karl Lorenz; eigentlich Carl Johann Martin Lorenz (* 25. November 1888 in Wandsbek; † 28. Februar 1961 in Hamburg-Rahlstedt) war ein deutscher Kunstmaler und Dichter des Expressionismus.
In den 1920er Jahren gab er mehrere expressionistische Zeitschriften heraus und arbeitete mit Vertretern der Hamburgischen Sezession an Publikationen. Als Künstler war er aber Autodidakt.

## Leben
Karl Lorenz wurde als ältestes von 6 Kindern einer Arbeiterfamilie geboren. Seine schulische Ausbildung begann in der Volksschule, die er mit 14 Jahren verließ. Danach lebte er von Gelegenheitsjobs als Kuhhirte oder Fuhrmann, später arbeitete er als Bierbrauer und Bauarbeiter. Er wurde mit 17 Jahren Mitglied der SPD, aus der er aber 1913 wieder ausschied, weil ihm Theorie und Praxis der Partei zu weit auseinander lagen. 
Ab 1913 schrieb er Gedichte, 1914 erschienen seine ersten Gedichte in Buchform, 1921 die Mappe  „Die weiße Madonna“ mit Original-Holzschnitten von Heinrich Stegemann. Während des Ersten Weltkrieges war er Armierungssoldat, er dichtete aber weiter und bekam Kontakt mit dem Kunsthistoriker und Schriftsteller Wilhelm Niemeyer von der Kunstgewerbeschule Hamburg. Nach dem Krieg 1919 wurde er Mitglied der Künstlergruppe Hamburger Sezession. Im gleichen Jahr wurde er mit Rosa Schapire Herausgeber der Zeitschrift „Die Rote Erde – Monatsschrift für Kunst und Kultur“. Als Mitarbeiter der ersten Ausgabe sind genannt: Kurt Bock, Georg Britting, Alfred Brust, Albert Ehrenstein, Paul W. Eisold, Lyonel Feininger, Rudolf Friedmann, Erna Gerlach, Werner Gothein, O. M. Graf, Walter Gramatté, Adolf de Haer, Sylvia von Harden, W.G. Hartmann, Erich Henkel, Kurt Haynicke, Hans Jauquemar, Edlef Köppen, Karl Kriete, Albert Rudolf Leinert, Carl Mense, Rudolf Mense, Emil Maetzel, Paulfried Martens, Conrad Felixmüller, Otto Müller, Wilhelm Niemeyer, Walter Petrey, Max Pechstein, Walter Rheiner, Willi Reindel, René Schickele, Karl Schmidt-Rottluff, Anton Schnack, Hermann Schütte, Martin Schwemer, Wilhelm Tegtmeier, Alfred Wolfenstein, Friedrich Wolf, Otto Zarek. 
1921 war er auch Verantwortlicher für Veröffentlichungen des Adolf-Harms-Verlags und gab dort „Die Drucke der Tafelrunde“ heraus, in dem auch Georg Britting veröffentlichte. 
1922 gründete er mit Paulfried Martens den „Gemeinschaftsverlags Hamburger Künstler“ und druckte  expressionistische Gedichte und Prosa. 1923 machte die Wirtschaftskrise dem allen ein Ende.
Er zog nach Malente-Gremsmühlen und gründete dort 1924 die „Turmpresse“. Ein Ein-Mann-Unternehmen, das hochwertige Bücher in kleinen Auflagen herstellte.
Darin gab er eine Vielzahl von expressionistischen Handdrucken heraus, von denen er selten mehr als 25 Exemplare pro Druck fertigte, darunter 1928 die Mappe "Das Feld mit Mutter und Sohn" mit 100 eignen kolorierten Holzschnitten, von der ein Exemplar 1937 in der Nazi-Aktion „Entartete Kunst“ aus der Hansischen Hochschule für Bildende Kunst in Hamburg beschlagnahmt und vernichtet wurde. Karl Lorenz bezeichnete seine Drucke als „Farbwerke“.
Die Bild- und Texttafeln der „Turmpresse“ sind nach dem Vorbild mittelalterlicher Blockbücher großformatig in Holz geschnitten. Beim Kolorieren verwendete Lorenz zwei Verfahren: Entweder er druckte wie Edvard Munch zunächst die Farbpartien und anschließend darüber den Schwarzdruck, oder er kolorierte die Schwarzdrucke zum Schluss mit der Hand. Lorenz’ Ziel waren einfache, volkstümliche Drucke mit intensiv leuchtenden Farben. Die Bildtafeln haben keinen direkten Bezug zum Text; ihre Motive sind eine Ergänzung der Schriften.
Bei den mehr als 150 Texten, die Lorenz für seine Buchwerke auswählte, handelte es sich um Auszüge aus den Werken großer Schriftsteller wie Goethe, Nietzsche und Heine, aber auch um seine eigene Dichtung. Im Prospekt zu seiner Werkausgabe von 1922 heißt es: „Der Dichter Karl Lorenz ist in unserer Zeit einer der stärksten, eigenartigsten und tiefsten Sprachschöpfer auf deutschem Boden. Seine Sprache ist bewegt und reich, bunt und glühend.“ Durch die „Turmpresse“ überlebte der expressionistische Gedanke das eigentliche Ende der Bewegung um mehrere Jahre.
1933 wurde Karl Lorenz vorübergehend in „Schutzhaft“ genommen. Die Nationalsozialisten griffen seine Zeitschrift an, und er musste Gutachten über ihren künstlerischen Wert erbringen. Aus der Hamburger Kunsthalle wurden 1937 auch vier seiner Aquarelle als „entartete Kunst“ beschlagnahmt und vernichtet.
Nach dem Ende des Zweiten Weltkriegs kehrte Lorenz aus Malente-Gremsmühlen nach Hamburg zurück, wo er im Februar 1961 verstarb.

## Ehefrau
1924 heiratete er in Malente-Gremsmühlen Bertha Wrage, die Tochter des Malers Hinrich Wrage und die Schwester seines Freundes Klaus Wrage.